# J. Michael Muro
Pour les articles homonymes, voir Muro.
J. Michael Muro (né James Michael Muro, Jr. le 14 mars 1966 à New York) est un directeur de la photographie, cadreur et réalisateur américain. Il est principalement connu pour son travail d'opérateur steadicam, notamment sur plusieurs films de James Cameron. Il a également réalisé un long métrage et de nombreux épisodes de séries télévisées,.

## Biographie
Il est marié à la maquilleuse Tamara Guthrie.

## Filmographie
Sauf indication contraire, les informations mentionnées dans cette section peuvent être confirmées par la base de données cinématographiques IMDb,  présente dans la section « Liens externes ».

### Directeur de la photographie
- 2003 : Open Range de Kevin Costner
- 2004 : Collision (Crash) de Paul Haggis
- 2005 : La Fièvre du roller (Roll Bounce) de Malcolm D. Lee
- 2006 : Flicka de Michael Mayer
- 2007 : Mimzy, le messager du futur (The Last Mimzy) de Robert Shaye
- 2007 : The Black Donnellys (série TV) - 1 épisode
- 2007 : Rush Hour 3 de Brett Ratner
- 2008 : Trahison (Traitor) de Jeffrey Nachmanoff
- 2009 : L'Assistant du vampire (Cirque du Freak: The Vampire's Assistant) de Paul Weitz
- 2009-2013 : Southland (série TV) - 28 épisodes
- 2010 : Detroit 1-8-7 (série TV) - 1 épisode
- 2011 : Shameless (série TV) - 3 épisodes
- 2011 : (S)ex List (What’s Your Number?) de Mark Mylod
- 2012-2017 : Longmire (série TV) - 20 épisodes
- 2013 : Parker de Taylor Hackford
- 2015 : The Brink (série TV) - 7 épisodes
- 2016 : The Book of Love (The Devil and the Deep Blue Sea) de Bill Purple
- 2017-2022 : SEAL Team (série TV) - 47 épisodes
- 2018 : Billionaire Boys Club de James Cox
- 2024 : Horizon : Une saga américaine, chapitre 1 (Horizon: An American Saga – Chapter 1) de Kevin Costner
- 2024 : Horizon : Une saga américaine, chapitre 2 (Horizon: An American Saga – Chapter 2) de Kevin Costner

### Réalisateur
- 1987 : Street Trash
- 2013 : Shameless (série TV) - 1 épisode
- 2009-2013 : Southland (série TV) - 3 épisodes
- 2012-2017 : Longmire (série TV) - 11 épisodes
- 2014 : The Red Road (série TV) - 2 épisodes
- 2015 : The Brink (série TV) - 1 épisode
- 2015 : Wicked City (série TV) - 1 épisode
- 2016 : Rush Hour (série TV) - 1 épisode
- 2017 : Outsiders (série TV) - 1 épisode
- 2017 : Animal Kingdom (série TV) - 1 épisode
- 2017 : Power (série TV) - 1 épisode
- 2018-2021 : SEAL Team (série TV) - 10 épisodes